# Limba persană veche
Limba persană veche (𐎠𐎼𐎹 , Ariya) este una din cele două limbi iraniene vechi cunoscute (cealaltă fiind avesta). Persana veche apare în principal în inscripții, tăblițe de lut și sigilii ale Imperiul ahemenid (c. 600 până în 300 î.Hr.). Vestigii scrise în persană veche au fost găsite în Iran, Irak, Turcia și Egipt cea mai importantă atestare fiind Inscripția de la Behistun (datată la 525 î.Hr.). S-a descoperit recent că situl Persepolis are tablete nealterate scrise în persana veche (2007 d.Hr.). Acestea arată că persana veche era o limbă comună.

## Origine și prezentare generală
Ca limbă scrisă, persana veche este atestată în inscripțiile regale ahemenide. Este o limbă iraniană și, ca atare, un membru al ramurii indo-iraniană a familiei lingvistice indo-europene. Limba persană veche este una dintre cele mai vechi limbi indo-europene, atestată în texte originale.
Cea mai veche dată de utilizare a limbii persane, ca limbă vorbită nu este cunoscută cu exactitate. Conform anumitor presupuneri istorice, despre istoria timpurie și originea vechilor persani în sud-vestul Iranului (unde au apărut ahemenizii), limba persană veche a fost inițial vorbită de un trib denumit Parsuuaș, care a sosit în Platoul iranian la începutul mileniului 1 î.Hr., iar, în cele din urmă, a migrat în zona provinciei Fārs. Limbajul lor, persana veche, a devenit limba oficială a regilor ahemenizi.